# Distolasterias
Distolasterias is een geslacht van zeesterren uit de familie Asteriidae.

## Soorten
- Distolasterias elegans Djakonov, 1931
- Distolasterias nipon (Döderlein, 1902)
- Distolasterias robusta (Ludwig, 1905)
- Distolasterias stichantha (Sladen, 1889)